# Щеглов Андрій Володимирович
Андрі́й Володи́мирович Щегло́в — прапорщик Міністерства внутрішніх справ України.
Станом на березень 2017-го — поліцейський полку поліції особливого призначення ГУНП в Дніпропетровській області. З дружиною та сином проживають у місті Дніпро.

## Нагороди
21 жовтня 2014 року — за особисту мужність і героїзм, виявлені у захисті державного суверенітету та територіальної цілісності України, вірність військовій присязі під час російсько-української війни, відзначений — нагороджений орденом «За мужність» III ступеня.